# 第二代利物浦伯爵亞瑟·福爾賈姆

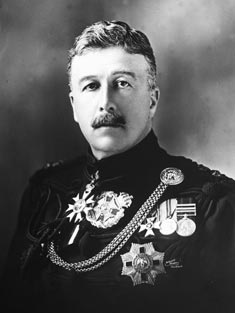
第二代利物浦伯爵亞瑟·福爾賈姆

第二代利物浦伯爵亞瑟·威廉·德·布里托·薩維爾·福爾賈姆，GCB，GCMG，GBE，MVO，PC（Arthur William de Brito Savile Foljambe, 2nd Earl of Liverpool，1870年5月27日—1941年5月15日），生於伊斯特本康普顿宫，卒於林肯郡，曾任新西兰总督。
一战期间，福尔贾姆在新西兰步兵师服役时继承他的伯爵头衔。
| 前任： 伊斯灵顿勋爵 | 新西兰总督 1912~1920 | 继任： 杰利科子爵 |

| 前任： 塞西尔·福尔贾姆 | 利物浦伯爵 1907~1941 | 继任： 杰拉尔德·福尔贾姆 |